# Вольфганг Томале
Вольфганг Юліус Макс Ріхард Герман Томале (нім. Wolfgang Julius Max Richard Hermann Thomale; 25 лютого 1900, Лісса — 20 жовтня 1978, Пайне) — німецький офіцер, генерал-лейтенант вермахту. Кавалер Лицарського хреста Залізного хреста.

## Біографія
25 березня 1918 року вступив у 5-й гвардійський гренадерський полк Прусської армії. Учасник Першої світової війни. З 1 лютого 1920 року служив у 3-му бригадному автомобільному, з 1 січня 1921 року — в 3-му автомобільному дивізіоні, з 1 лютого 1924 року — в 2-й роті 6-го автомобільного дивізіону (Ганновер). З 29 квітня 1926 року — ад'ютант свого дивізіону (Мюнстер). З 1 травня 1929 року знову служив у 2-й роті 6-го автомобільного дивізіону, з 1 травня 1930 року — в 7-й батареї 6-го артилерійського полку (Вольфенбюттель). 31 грудня 1932 року офіційно звільнений у відставку для проходження таємного навчання в СРСР. З 1 лютого 1933 року служив у навчальній автомобільній команді (Цоссен), з 1 лютого 1934 року — командир 2-ї роти команди. З 1 жовтня 1934 року служив у 1-му батальйоні 1-го танкового полку (Цоссен), з 15 жовтня 1935 року — в 5-му танковому полку (Вюнсдорф), з 6 жовтня 1936 року — в штабі свого полку. З 12 жовтня 1937 року — ад'ютант 3-ї танкової бригади (Берлін).
З 12 травня 1938 року — керівник групи відділу озброєнь танкових військ, кінноти і моторизованих частин Загального управління сухопутних військ (Берлін). З 15 травня 1941 року — командир 3-го батальйону 25-го, з 31 липня 1941 року — 27-го танкового полку. 1 квітня 1942 року відправлений в командний резерв ОКГ. З 1 червня 1942 року — офіцер зв'язку в штабах начальника озброєнь сухопутних військ Альберта Шпеера і командувача Резервної армії генерал-полковника Фрідріха Фромма. З 1 березня 1943 року — начальник штабу Генерал-інспектора бронетанкових військ генерал-полковника Гайнца Гудеріана. У травні 1945 року — Генерал-інспектор бронетанкових військ. У 1945/46 роках перебував у полоні.
У 1960/68 роках — виконавчий президент Асоціації автомобільної промисловості.

## Звання
- Фенріх (25 березня 1918)
- Лейтенант (27 жовтня 1919; патент від 18 жовтня 1919)
- Оберлейтенант (1 січня 1926)
- Гауптман (1 листопада 1933)
- Майор (1 жовтня 1937)
- Оберстлейтенант
- Оберст (1 березня 1942)
- Генерал-майор (1 лютого 1944)
- Генерал-лейтенант (1 березня 1945)

## Нагороди
- Залізний хрест 2-го класу
- Почесний хрест ветерана війни з мечами
- Медаль «За вислугу років у Вермахті» 4-го, 3-го і 2-го класу (18 років)
- Медаль «У пам'ять 1 жовтня 1938 року» із застібкою «Празький град»
- Хрест Воєнних заслуг 2-го класу з мечами (30 січня 1941)
- Застібка до Залізного хреста 2-го класу (23 червня 1941)
- Нагрудний знак «За танкову атаку» (28 червня 1941)
- Залізний хрест 1-го класу (17 липня 1941)
- Німецький хрест в золоті (27 листопада 1941)
- Лицарський хрест Залізного хреста (10 лютого 1942)
- Медаль «За зимову кампанію на Сході 1941/42» (31 липня 1942)
- Орден «За заслуги перед Федеративною Республікою Німеччина», командорський хрест (27 серпня 1965)